# Nototriche
Nototriche es un género con 139 especies de fanerógamas  perteneciente a la familia  Malvaceae.

## Especies seleccionadas
| - Nototriche acaulis - Nototriche acuminata - Nototriche agyna - Nototriche alternata | - Nototriche anthemidifolia - Nototriche antoniana - Nototriche aretioides - Nototriche argentea |

- Datos: Q7063288
- Multimedia: Nototriche / Q7063288
- Especies: Nototriche